# Stenlandet (vid Jussarö, Raseborg)
Stenlandet är en ö i Finland. Den ligger i Finska viken och i kommunen Raseborg i den ekonomiska regionen  Raseborg i landskapet Nyland, i den södra delen av landet. Ön ligger omkring 85 kilometer sydväst om Helsingfors.
Öns area är 0,7 hektar och dess största längd är 140 meter i öst-västlig riktning. Närmaste större samhälle är Ekenäs, 19,6 km norr om Stenlandet.